# مسجد الأمير زاده
مسجد الأمير زاده (باليونانية: Εμίρ Ζαδέ Τζαμί)‏، من (بالتركية: Emirzade Camii)‏، وتعني مسجد ابن الأمير: هو مسجد تاريخي من العصر العثماني في بلدة خالكيذا، في جزيرة وابية، اليونان. وهو الآن متحف غير متاح للجمهور.

## التاريخ
تم بناء المسجد بعد وقت قصير من سقوط وابية في أيدي العثمانيين في القرن الخامس عشر، وكان أحد المساجد الثلاثة داخل المدينة المسورة. أوليا جلبي، مستكشف ورحالة عثماني، زار خالكيذا في القرن السابع عشر، ولاحظ أحد عشر مسجدًا بما في ذلك مسجد الأمير زاده.
بقيت المئذنة والرواق سليمين حتى منتصف القرن التاسع عشر تقريبًا، استنادًا إلى صورة بالألوان المائية، إلتقطها أندريه كوتشود في 1843.

## أنظر أيضا
- الإسلام في اليونان
- قائمة مساجد اليونان
- قائمة المساجد السابقة في اليونان